# Супермама (телеканал)
«Супермама»  — український розважальний FAST-телеканал, який мовить виключно в OTT-платформах. Входить до медіаконгломерату «Starlight Media».

## Історія
7 березня 2024 року Національна рада України з питань телебачення і радіомовлення зареєструвала новий телеканал за технологією мовлення OTT/IPTV. Тематика каналу — Розважальна.
Мовлення телеканалу розпочалося 1 вересня 2024 року.

## Програми
- Супербабуся
- Супермама